# إنتركونتيننتال دبي فستيفال سيتي
إنتركونتيننتال دبي فستيفال سيتي هو فندق فاخر من فئة الخمس نجوم في دبي فيستيفال سيتي، الإمارات العربية المتحدة، تديره فنادق ومنتجعات إنتركونتيننتال. يقع الفندق على خور دبي، بجوار دبي فستيفال سيتي مول ومقابل مكتبة الشيخ محمد بن راشد، بينما يظهر برج خليفة خلفه من بعيد. كما أن الفندق قريب من مطار دبي الدولي.

## نظرة عامة
بدأ بناء الفندق في 2005 واكتمل بحلول 2007. وهو من تصميم شركة بارسونز. وهيكل الفندق مبني على هيئة المراكب الشراعية، بواجهة منحنية تطل على خور دبي، مما يوفر إطلالة بانورامية على دبي. يستخدم الفندق لأغراض العمل والترفيه على حد سواء.
يحوي الفندق 34 طابقاً. ويتميز بإمكانية تناول الطعام على يد الشيف بيير جانيير [الإنجليزية] الحائز على ثلاث نجوم ميشلان. يبرز من المبنى حوض سباحة ذو قاع زجاجي. يتبع الفندق مجموعة فنادق إنتركونتيننتال العديدة في دبي فيستيفال سيتي. ويجاور فندق كراون بلازا. كما يقع فندق إنتركونتيننتال ريزيدنس دبي فستيفال سيتي بالقرب منه.
تُضاء واجهة الفندق الأمامية مضاءة بإضاءة ثنائية باعثة للضوء ملونة متحركة ليلاً. ويُقام عرض ضوء ليزر مسائي مع نوافير تُدار بالكمبيوتر في المرسى السابق بجوار الفندق والمركز التجاري، يتضمن العرض إسقاطات على الواجهة الجانبية للفندق.
تنطلق خدمة معديات العبرة عبر خور دبي خلال النهار من خارج الفندق إلى محطة الجداف للنقل البحري، المرتبطة بمحطة مترو الخور على الخط الأخضر لمترو دبي.

## وصلات خارجية
- بيانات عن الفندق